# Luray, Frankrike
Luray är en kommun i departementet Eure-et-Loir i regionen Centre-Val de Loire strax norr om centrala Frankrike. Kommunen ligger i kantonen Dreux-Est som tillhör arrondissementet Dreux. År 2022 hade Luray 1 570 invånare.

## Befolkningsutveckling
Antalet invånare i kommunen Luray
Referens:INSEE